# Nicolás Almagro
Nicolás Almagro Sánchez Rolle (Murcia, 21 agosto 1985) è un ex tennista spagnolo.

## Carriera
Nato e residente a Murcia, Almagro è stato un tennista destrimano dal rovescio a una mano che aveva nella terra battuta la sua superficie preferita, sulla quale ha conquistato tutti e 13 i suoi titoli.
Giocatore potente e talentuoso, era dotato di un diritto assai penetrante (da lui stesso considerato il suo colpo migliore), di un rovescio classico stilisticamente apprezzabile e spesso profondo e preciso, oltre che di un ottimo servizio, caratteristica inconsueta per uno specialista della terra battuta. Nel corso della sua carriera è stato però spesso discontinuo, alternando vittorie brillanti (come a Valencia nel 2006, quando, partendo dalle qualificazioni, eliminò due ex numeri 1, Juan Carlos Ferrero e Marat Safin) a brucianti sconfitte contro giocatori meno dotati di lui.
Nella seconda parte del 2007 il suo rendimento è migliorato anche sul cemento, cosa che gli ha permesso di raggiungere i quarti al Masters 1000 di Cincinnati (dove è stato sconfitto in tre set da Roger Federer) e il terzo turno all'US Open, dove ha come miglior risultato il quarto turno raggiunto cinque anni dopo. Tra il 2008 e il 2012 ha avuto i suoi anni migliori, issandosi fino al numero 9 del ranking il 2 maggio 2011. I suoi migliori risultati nei tornei del Grande Slam sono i quarti di finale agli Open di Francia nel 2008, 2010 e 2012 e i quarti agli Australian Open nel 2013. Ha vinto in totale 13 tornei nel circuito ATP, perdendo 10 finali.

## Statistiche

### Singolare

#### Vittorie (13)
| Legenda                                                   |
| Grande Slam (0)                                           |
| Tennis Masters Cup / ATP World Tour Finals (0)            |
| Masters Series / ATP World Tour Master 1000 (0)           |
| International Series Gold / ATP World Tour 500 Series (2) |
| International Series / ATP World Tour 250 Series (11)     |

| Numero | Data             | Torneo                                           | Superficie  | Avversario in finale | Punteggio           |
| 1.     | 16 aprile 2006   | Open de Tenis Comunidad Valenciana, Valencia (1) | Terra rossa | Gilles Simon         | 6-2, 6-3            |
| 2.     | 15 aprile 2007   | Open de Tenis Comunidad Valenciana, Valencia (2) | Terra rossa | Potito Starace       | 4-6, 6-2, 6-1       |
| 3.     | 17 febbraio 2008 | Brasil Open, Costa do Sauípe (1)                 | Terra rossa | Carlos Moyá          | 7-6(4), 3-6, 7-5    |
| 4.     | 2 marzo 2008     | Abierto Mexicano Telcel, Acapulco (1)            | Terra rossa | David Nalbandian     | 6-1, 7-6(1)         |
| 5.     | 29 febbraio 2009 | Abierto Mexicano Telcel, Acapulco (2)            | Terra rossa | Gaël Monfils         | 6-4, 6-4            |
| 6.     | 18 luglio 2010   | Swedish Open, Båstad                             | Terra rossa | Robin Söderling      | 7-5, 3-6, 6-2       |
| 7.     | 1º agosto 2010   | Allianz Suisse Open Gstaad, Gstaad               | Terra rossa | Richard Gasquet      | 7-5, 6-1            |
| 8.     | 12 febbraio 2011 | Brasil Open, Costa do Sauípe (2)                 | Terra rossa | Aleksandr Dolhopolov | 6-3, 7-6(3)         |
| 9.     | 20 febbraio 2011 | Copa Claro, Buenos Aires                         | Terra rossa | Juan Ignacio Chela   | 6-3, 3-6, 6-4       |
| 10.    | 21 maggio 2011   | Open de Nice Côte d'Azur, Nizza (1)              | Terra rossa | Victor Hănescu       | 6(5)-7, 6-3, 6-3    |
| 11.    | 19 febbraio 2012 | Brasil Open, San Paolo (3)                       | Terra rossa | Filippo Volandri     | 6-3, 4-6, 6-4       |
| 12.    | 26 maggio 2012   | Open de Nice Côte d'Azur, Nizza (2)              | Terra rossa | Brian Baker          | 6-3, 6-2            |
| 13.    | 1º maggio 2016   | Millennium Estoril Open, Cascais                 | Terra rossa | Pablo Carreño Busta  | 6(6)-7, 7-6(5), 6-3 |

#### Finali perse (10)
| Legenda                                                   |
| Grande Slam (0)                                           |
| Tennis Masters Cup / ATP World Tour Finals (0)            |
| Masters Series / ATP World Tour Master 1000 (0)           |
| International Series Gold / ATP World Tour 500 Series (3) |
| International Series / ATP World Tour 250 Series (7)      |

| Numero | Data             | Torneo                                           | Superficie  | Avversario in finale | Punteggio           |
| 1.     | 15 luglio 2007   | Swedish Open, Båstad (1)                         | Terra rossa | David Ferrer         | 1-6, 2-6            |
| 2.     | 20 aprile 2008   | Open de Tenis Comunidad Valenciana, Valencia     | Terra rossa | David Ferrer         | 6-4, 2-6, 6(2)-7    |
| 3.     | 26 febbraio 2011 | Abierto Mexicano Telcel, Acapulco                | Terra rossa | David Ferrer         | 6(4)-7, 7-6(2), 2-6 |
| 4.     | 24 luglio 2011   | International German Open, Amburgo               | Terra rossa | Gilles Simon         | 4-6, 6-4, 4-6       |
| 5.     | 26 febbraio 2012 | Copa Claro, Buenos Aires (1)                     | Terra rossa | David Ferrer         | 6-4, 3-6, 2-6       |
| 6.     | 15 luglio 2012   | Swedish Open, Båstad (2)                         | Terra rossa | David Ferrer         | 2-6, 2-6            |
| 7.     | 14 aprile 2013   | U.S. Men's Clay Court Championships, Houston (1) | Terra rossa | John Isner           | 3-6, 5-7            |
| 8.     | 28 aprile 2013   | Barcelona Open Banc Sabadell, Barcellona         | Terra rossa | Rafael Nadal         | 4-6, 3-6            |
| 9.     | 13 aprile 2014   | U.S. Men's Clay Court Championships, Houston (2) | Terra rossa | Fernando Verdasco    | 3-6, 6(4)-7         |
| 10.    | 14 febbraio 2016 | Argentina Open, Buenos Aires (2)                 | Terra rossa | Dominic Thiem        | 6(2)-7, 6-3, 6(4)-7 |

### Doppio

#### Vittorie (1)
| Legenda                        |
| Grande Slam (0)                |
| ATP World Tour Finals (0)      |
| ATP World Tour Master 1000 (0) |
| ATP World Tour 500 Series (0)  |
| ATP World Tour 250 Series (1)  |

| Numero | Data          | Torneo                             | Superficie  | Compagno       | Avversari in finale        | Punteggio        |
| 1.     | 8 agosto 2015 | Austrian Open Kitzbühel, Kitzbühel | Terra rossa | Carlos Berlocq | Robin Haase Henri Kontinen | 5–7, 6–3, [11–9] |

#### Finali perse (1)
| Legenda                                                   |
| Grande Slam (0)                                           |
| Tennis Masters Cup / ATP World Tour Finals (0)            |
| Masters Series / ATP World Tour Master 1000 (0)           |
| International Series Gold / ATP World Tour 500 Series (0) |
| International Series / ATP World Tour 250 Series (1)      |

| Numero | Data             | Torneo                    | Superficie  | Compagno         | Avversari in finale              | Punteggio        |
| 1.     | 22 febbraio 2009 | Copa Telmex, Buenos Aires | Terra rossa | Santiago Ventura | Marcel Granollers Alberto Martín | 3-6, 7-5, [8-10] |

## Risultati in progressione
| Sigla | Risultato               |
| ----- | ----------------------- |
| V     | Vincitore               |
| F     | Finalista               |
| SF    | Semifinalista           |
| O     | Oro olimpico            |
| A     | Argento olimpico        |
| SF    | Bronzo olimpico         |
| QF    | Quarti di Finale        |
| 4T    | Quarto turno            |
| 3T    | Terzo turno             |
| 2T    | Secondo turno           |
| 1T    | Primo turno             |
| RR    | Round Robin             |
| LQ    | Turno di qualificazione |
| A     | Assente                 |
| ND    | Non disputato           |

| Legenda superfici    |
| -------------------- |
| Cemento              |
| Terra battuta        |
| Erba                 |
| Superficie variabile |

| Torneo                     | 2004 | 2005 | 2006 | 2007 | 2008 | 2009 | 2010 | 2011 | 2012 | 2013 | 2014 | 2015 | 2016 | 2017 | Carriera V-P |
| -------------------------- | ---- | ---- | ---- | ---- | ---- | ---- | ---- | ---- | ---- | ---- | ---- | ---- | ---- | ---- | ------------ |
| Tornei Grande Slam         |      |      |      |      |      |      |      |      |      |      |      |      |      |      |              |
| Australian Open, Melbourne | A    | 1T   | 1T   | 1T   | 1T   | 3T   | 4T   | 4T   | 4T   | QF   | A    | 1T   | 2T   | 1T   | 16–12        |
| Roland Garros, Parigi      | 1T   | 2T   | 2T   | 2T   | QF   | 3T   | QF   | 1T   | QF   | 4T   | 1T   | 2T   | 3T   | 2T   | 24–14        |
| Wimbledon, Londra          | A    | 1T   | 1T   | 1T   | 2T   | 3T   | 1T   | 3T   | 3T   | 3T   | A    | 1T   | 2T   | A    | 10–11        |
| US Open, New York          | A    | 2T   | 1T   | 3T   | 3T   | 3T   | 3T   | 1T   | 4T   | 1T   | A    | Q2   | 3T   | 1T   | 14–11        |
| Vittorie-Sconfitte         | 0–1  | 2–4  | 1–4  | 3–4  | 7–4  | 8–4  | 9–4  | 5–4  | 12–4 | 9-4  | 0-1  | 1-3  | 6-4  | 1-3  | 64–48        |
| Statistiche Carriera       |      |      |      |      |      |      |      |      |      |      |      |      |      |      |              |
| Finali ATP World Tour      | 0    | 0    | 1    | 2    | 3    | 1    | 2    | 5    | 4    | 2    | 1    | 0    | 1    | 0    | 22           |
| Tornei vinti               | 0    | 0    | 1    | 1    | 2    | 1    | 2    | 3    | 2    | 0    | 0    | 0    | 0    | 0    | 12           |
| Ranking di fine anno       | 100  | 111  | 32   | 28   | 18   | 26   | 15   | 10   | 11   | 13   | 71   | 73   | 44   | 92   | N/A          |